# Bo Kanda Lita Baehre
Bo Kanda Lita Baehre (ur. 29 kwietnia 1999 w Düsseldorfie) – niemiecki lekkoatleta specjalizujący się w skoku o tyczce.
Wicemistrz Europy juniorów młodszych (2016). Rok później wywalczył tę samą pozycję, ale w mistrzostwach Europy do lat 20. W 2019 zdobył złoty medal młodzieżowych mistrzostw Starego Kontynentu oraz zajął miejsce tuż za podium na mistrzostwach świata. Brał udział w finale konkursu igrzysk olimpijskich w Tokio (2021) i Paryżu (2024).
Wielokrotny złoty medalista mistrzostw Niemiec.
Jego kuzynem jest były angielski piłkarz Leroy Lita.
Rekordy życiowe: stadion – 5,90 (25 czerwca 2021, Berlin); hala – 5,81 (20 lutego 2022, Düsseldorf).

## Osiągnięcia
| Rok  | Impreza                               | Miejsce   | Pozycja           | Wynik |
| ---- | ------------------------------------- | --------- | ----------------- | ----- |
| 2015 | Olimpijski festiwal młodzieży Europy  | Tbilisi   | 1. miejsce        | 4,92  |
| 2016 | Mistrzostwa Europy juniorów młodszych | Tbilisi   | 2. miejsce        | 5,30  |
| 2017 | Mistrzostwa Europy juniorów           | Grosseto  | 2. miejsce        | 5,45  |
| 2018 | Mistrzostwa świata juniorów           | Tampere   | 4. miejsce        | 5,50  |
| 2018 | Mistrzostwa Europy                    | Berlin    | el. – 15. miejsce | 5,51  |
| 2019 | Młodzieżowe mistrzostwa Europy        | Gävle     | 1. miejsce        | 5,65  |
| 2019 | Mistrzostwa świata                    | Doha      | 4. miejsce        | 5,70  |
| 2021 | Halowe mistrzostwa Europy             | Toruń     | –                 | NM    |
| 2021 | Igrzyska olimpijskie                  | Tokio     | 11. miejsce       | 5,70  |
| 2022 | Mistrzostwa świata                    | Eugene    | 7. miejsce        | 5,87  |
| 2022 | Mistrzostwa Europy                    | Monachium | 2. miejsce        | 5,85  |
| 2023 | Halowe mistrzostwa Europy             | Stambuł   | 9. miejsce        | 5,40  |
| 2024 | Mistrzostwa Europy                    | Rzym      | el. – 14. miejsce | 5,45  |
| 2024 | Igrzyska olimpijskie                  | Paryż     | 9. miejsce        | 5,70  |
| 2025 | Halowe mistrzostwa Europy             | Apeldoorn | 7. miejsce        | 5,70  |
| 2025 | Halowe mistrzostwa świata             | Nankin    | 8. miejsce        | 5,50  |